# Nothomiza intensa
Nothomiza intensa är en fjärilsart som beskrevs av W. Warren 1897. Nothomiza intensa ingår i släktet Nothomiza och familjen mätare. Inga underarter finns listade i Catalogue of Life.